# Непокупный, Анатолий Павлович
Анатолий Павлович Непокупный (18 марта 1932 — 25 октября 2006) — украинский языковед, литературовед, поэт и переводчик. Доктор филологических наук (с 1975) и профессор (с 1991). Член-корреспонденд НАН Украины, иностранный член АН Латвийской республики. Глава Украинской ономастической комиссии.

## Биография
Родился в Полтаве. Много сил отдал изучению балтийских языков. Знал литовский, латвийский, польский и чешский. Как литературовед исследовал связи Тараса Шевченко с Литвой. Переводил стихи литовских поэтов и латвийских писателей. Скончался в Киеве.

## Награды
- Командор ордена Великого князя Литовского Гядиминаса (4 ноября 1998 года, Литва)[2].